# Chiesa di Santa Maria in Selva (Forlì)
La chiesa di Santa Maria in Selva, nota anche come Santa Maria della Selva, è una piccola chiesa parrocchiale nella periferia di Forlì, in frazione Villa Selva o nota anche più semplicemente con il nome di Selva (mantiene Villa Selva la denominazione della stazione ferroviaria, scalo per merci). Il toponimo deriva dalla probabile presenza di zone con boschi a poca distanza dalla città di Forlì. Ha origini antiche. Villa Selva è citata nella Descriptio provinciæ Romandiolæ, come sede di sette focolari, corrispondenti a circa trenta-quaranta persone. Sigismondo Marchesi cita il nome della zona nel 1423.

## Storia

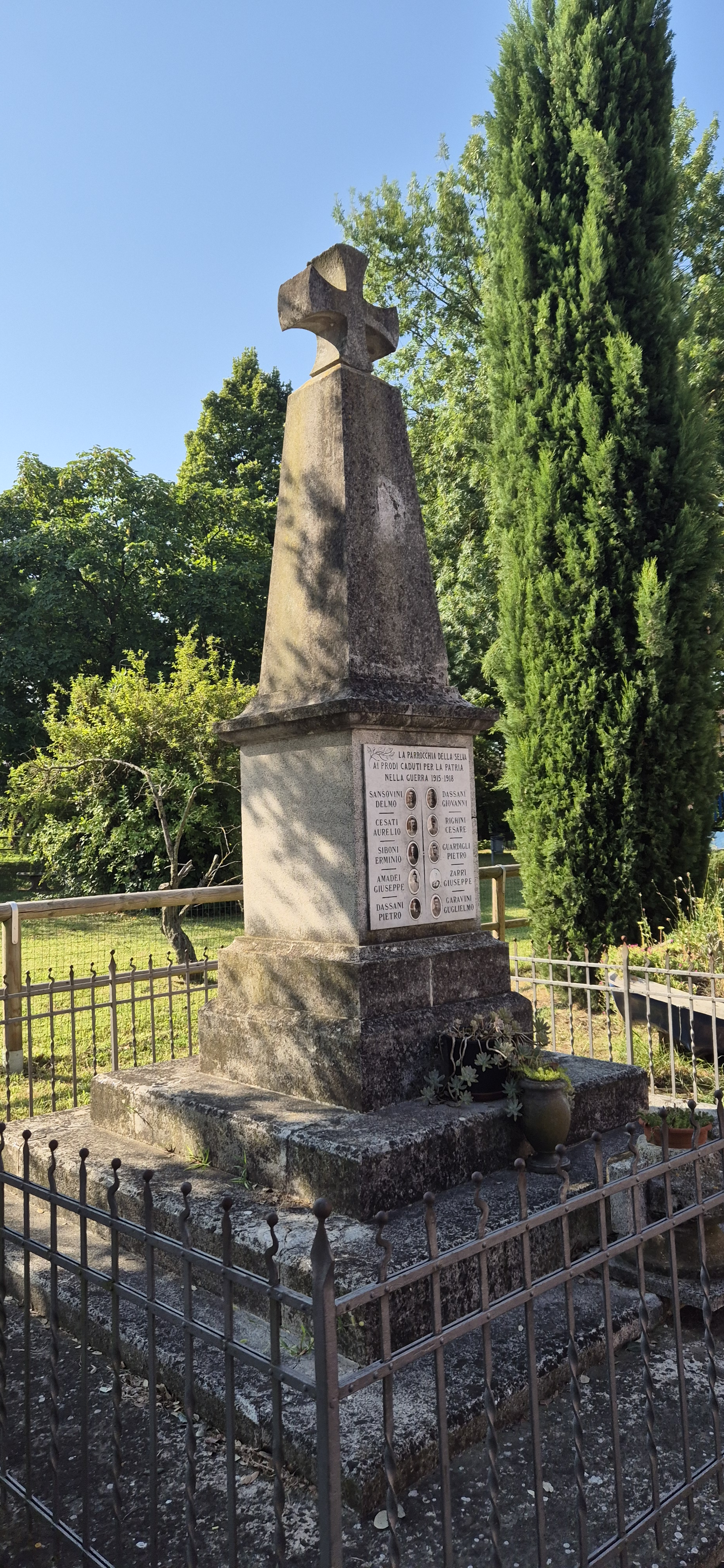
Monumento ai caduti di Villa Selva

La chiesa, le cui origini sono incerte, viene restaurata nel 1600, poi nel 1800 e infine nel 1909 per iniziativa del parroco Ignazio Auregli Odorici. Nel 1925 viene costruito il cimitero. Con la forte crescita industriale la zona ha acquisito un carattere votato alla produzione e ha visto il fiorire di grandi capannoni. Resta tuttavia anche molto verde, anche se di campagna e non boschivo.

## Descrizione
La facciata è a capanna realizzata in mattoni a vista disposti in maniera regolare con profilature in pietra bianca del portale e della finestra centrale. Sulla cima si trova una croce e il timpano è diviso dal resto con un sottile marcapiano. 
I prospetti laterali sono visibili solo in parte perché a essi si addossano gli edifici parrocchiali e, a sinistra, il cimitero. La parte visibile è intonacata e di colore giallo.
Di fronte alla chiesa è collocato un monumento a ricordo dei caduti della Grande Guerra, costituito da un piccolo obelisco con una croce sulla sommità.

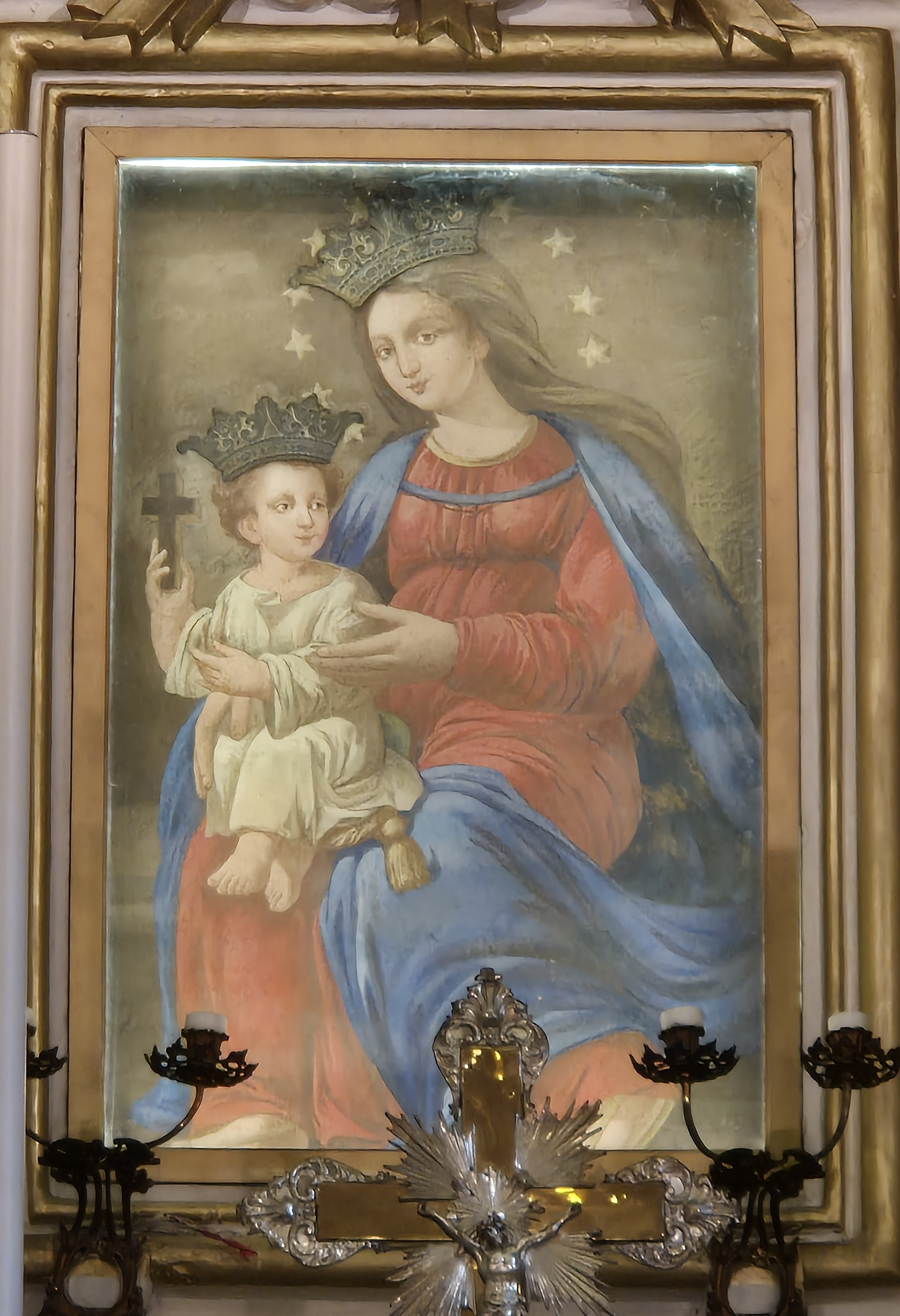
Madonna con il Bambino, affresco strappato cinquecentesco collocato sull'altare maggiore

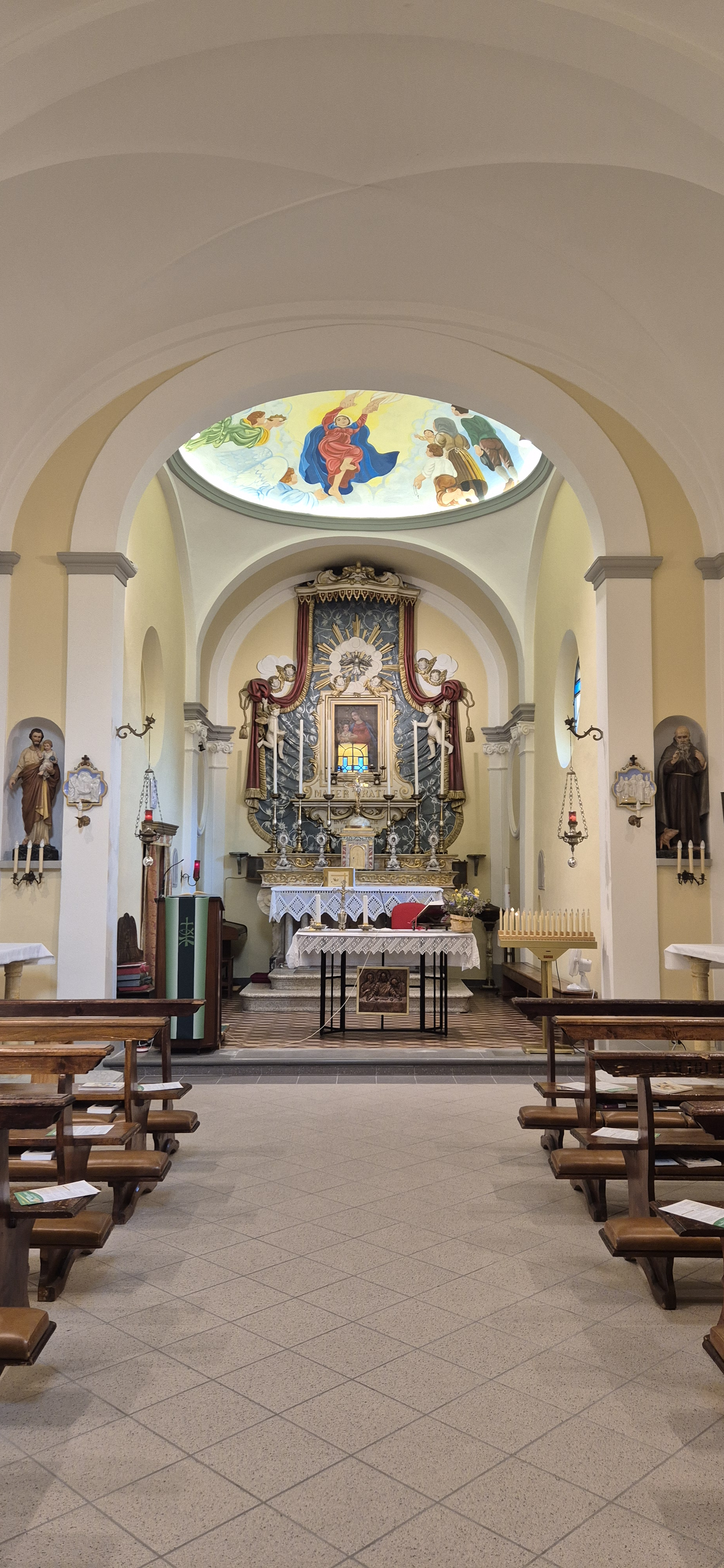
Interno

L'interno è ad aula unica e presenta tre altari. Il principale è organizzato intorno all'immagine cinquecentesca di Maria Vergine delle Grazie. Si tratta di un affresco strappato che presenta Maria con veste rossa e manto blu, incoronata di stelle, che tiene il Bambino sulle ginocchia, appoggiato a un cuscino di cui si intravede un bordo. Il Bambino, vestito di bianco, reca in mano una croce. Intorno è stato realizzato un sistema decorativo che simula un baldacchino retto da angeli con al centro la colomba dello Spirito Santo.
Gli altri due altari sono accostati al muro e sono dedicati al Sacro Cuore di Gesù (altare a sinistra) e a Santa Rita (altare di destra). Le pareti interne sono intonacate con i colori alternati di giallo e bianco, con alcune profilature grigie, che esaltano la struttura architettonica. Completano la decorazione due statue moderne di San Giuseppe e Sant'Antonio Abate.